# Artur Sérgio Batista de Souza
Artur Sérgio Batista de Souza, genannt Artur (* 5. August 1994 in Abel Figueiredo, Pará), ist ein brasilianischer Fußballspieler. Der Linksfuß wird vorwiegend auf der linken Abwehrseite eingesetzt.

## Karriere
Artur startete seine Laufbahn in der Jugendmannschaft des JV Lideral FC und SC Internacional. Für Lideral durfte er in einer A-Auswahl auflaufen. In der Serie B der Staatsmeisterschaft von Maranhão bestritt er am 2. Dezember 2012 sein erstes Spiel als Profi, vier weitere Einsätze in dem Wettbewerb schlossen sich an.
Nach seinem Wechsel zu Internacional saß er zum Ende der Saison 2013 zwar neunmal auf der Bank, kam aber zu keinem Einsatz. 2014 verbrachte er hier wieder einen Teil seiner Zeit bei der U-20 Auswahl des Klubs. Im Profikader saß er in der Serie A nur einmal auf der Bank. In der Série A 2015 konnte er sich allmählich durchsetzen. Am Anfang noch wenig eingesetzt, bestritt er zum Ende hin fast jedes Spiel. Auch 2016 begann für ihn gut mit häufigen Einsätzen in der Staatsmeisterschaft von Rio Grande do Sul und der Primeira Liga do Brasil 2016. Anfang 2017 wurde Artur für ein Jahr an den Ligakonkurrenten AA Ponte Preta ausgeliehen. Auch in der Saison 2018 spielte Artur keine Rolle in den Planungen von Inter. Zu den Spielen in den Staatsmeisterschaften lief er für Grêmio Esportivo Brasil auf und zur Meisterschaftsrunde kam er auf Leihbasis zum Criciúma EC.
Zum 1. August 2018 ging Artur in die Ukraine zu Worskla Poltawa. Bei dem Klub erhielt er einen Kontrakt bis zum 30. Juni 2020. Sein erstes Ligaspiel in der Premjer-Liha für Worskla betritt am Artur am 5. Spieltag der Saison 2018/19. Im Heimspiel gegen den FK Mariupol am 19. August 2018 stand er in der Startelf. Sein Debüt auf der internationalen europäischen Bühne gab Artur in der UEFA Europa League 2018/19. Am 20. September 2018 im ersten Spiel in der Gruppe E auswärts gegen FC Arsenal stand Artur in der Startelf.
Im August 2020 wechselte Artur nach Aserbaidschan zum FK Keşlə. Der Vertrag wurde bis zum Ende der Saison 2020/21 befristet. Sein erstes Spiel bestritt er in der Premyer Liqası. Am ersten Spieltag der Saison 2020/21 auswärts beim Sumqayıt PFK. In dem Spiel wurde er in der 71. Minute eingewechselt. Artur erhielt seinen auch einen Einsatz in der Qualifikation der UEFA Europa League 2020/21 am 27. August 2020 gegen KF Laçi. In dem Spiel stand er in der Startelf und wurde in der 81. ausgewechselt. Danach kam er noch zu acht weiteren Liga-Einsätzen und wurde Ende November 2020 vorzeitig entlassen.
Artur kehrte in seine Heimat zurück. Hier unterzeichnete er erneut bei Grêmio Esportivo Brasil. Mit dem Klub spielte er in der Staatsmeisterschaft und startete mit ihm in die Série B 2021. Während des laufenden Wettbewerbs wechselte Artur zum Ligakonkurrenten Goiás EC. Am Saisonende belegte der Klub den zweiten Platz und konnte den Aufstieg in die Série A feiern. Artur bestritt dabei 20 Spiele (kein Tor). Nach Beendigung der Staatsmeisterschaft von Goiás 2022, kehrte Artur im April des Jahres zu Ponte Preta zurück. Er blieb bis Jahresende 2023 und tingelt seitdem weiterhin durch unterklassige Klubs.

## Erfolge
Internacional
- Staatsmeisterschaft von Rio Grande do Sul: 2016
- Recopa Gaúcha: 2016

Ponte Preta
- Staatsmeisterschaft von São Paulo Série A2: 2023